# Kyriakos Papadopoulos
Kyriakos Papadopoulos, född 23 februari 1992, är en grekisk fotbollsspelare som spelar för Levadiakos. Han representerar även det grekiska landslaget. 

## Klubbkarriär
Papadopoulos debuterade i Grekiska Superligan som 15-åring för Olympiakos.
Den 23 juli 2022 värvades Papadopoulos av rumänska FC U Craiova, där han skrev på ett tvåårskontrakt. Den 15 februari 2023 återvände Papadopoulos till Grekland och skrev på för Lamia. I juli 2024 skrev han på för Levadiakos.

## Landslagskarriär
Papadopoulos gjorde sin mästerskapsdebut i Fotbolls-EM 2012 då han i öppningsmatchen mot Polen byttes in i första halvlek istället för sin namne, Avraam Papadopoulos, som utgick skadad.